# Doctorat en droit
 (janvier 2024).
Le doctorat en droit est un doctorat dans le domaine du droit.

## Pays anglo-saxons
Dans les pays de tradition universitaire anglo-saxonne on parle du doctorat ès droits (au pluriel). Il peut s'agir d'un doctorat de recherche ou bien d'un « haut » doctorat honorifique. Aux États-Unis il existe deux autres doctorats. Il existe également des PhD en droit.

### Royaume-Uni, Australie, Nouvelle-Zélande
Au Royaume-Uni, en Australie et en Nouvelle-Zélande, le doctorat en droit est un doctorat décerné après avoir produit de nombreuses publications apportant une importante et originale contribution à la science ou à l'étude du droit.

### Au Canada
Au Canada hors du Québec, le doctorat en droit Legum Doctor (abrégé LL.D.) est un grade honorifique conféré à des personnalités politiques. Le Juris Doctor (abrégé J.D.) est un diplôme de premier cycle en droit qui permet de travailler comme avocat. Comme aux États-Unis, il faut avoir déjà obtenu un diplôme universitaire de premier cycle, c'est-à-dire un baccalauréat ou une licence, afin de pouvoir être admissible à des études de J.D. Le détenteur d'un J.D. n'est en aucun cas un docteur en droit, ledit titre ne pouvant être porté que par une personne ayant été inscrite à un Ph.D en droit et qui a réussi les exigences d'un tel programme, y compris la soutenance d'une thèse.
Au Québec, le doctorat en droit Legum Doctor (abrégé LL.D.) est un grade décerné après des études de troisième cycle en droit. Il ne permet pas de travailler comme avocat sans avoir à suivre par ailleurs la formation du barreau.

### Aux États-Unis
Il existe également le grade de doctor of juridical science (J.S.D.) (docteur en sciences juridiques) qui est un doctorat de recherche et qui est relativement rare (diplôme de troisième cycle obtenu après une maitrise). La plupart des professeurs en droit, en particulier dans les meilleures écoles, ne détiennent que le doctorat d'exercice.
Enfin le doctorate of laws (doctorat ès droits) (LL.D) est maintenant un grade purement honorifique.

## Pays romano-canoniques

### En Allemagne
En tant que grade universitaire, une double déclinaison existe en Allemagne pour les docteurs en droit, à savoir:
- Dr. iur. (iuris) : Doktor der Rechtswissenschaften ou docteur en sciences juridiques
- Dr. iur. utr. (iuris utriusque): Doktor „beiderlei Rechte“, ou docteur en droit séculier et canon.

### En Belgique
Grade universitaire reconnu, le régime académique des docteurs en droit belge peut être classé par communauté linguistique (Synthèse 2005 pour les universités de droit francophones)

### En France

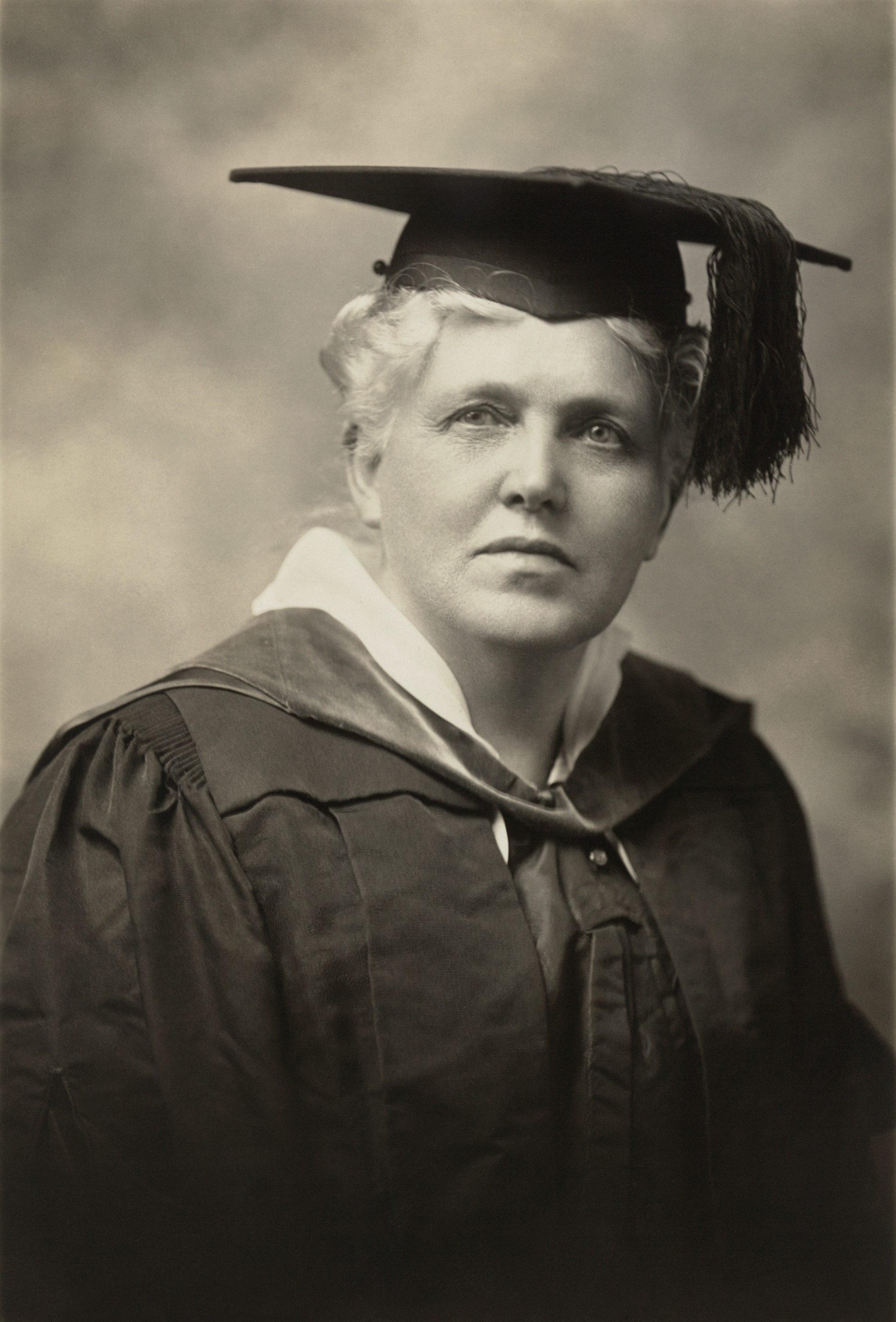
Emma Gillet, avocate qui s'est battue pour l’accès des femmes aux professions du droit aux États-Unis. Photo entre 1910 et 1920.

En France, jusqu'en 1984, il existait deux sortes de doctorat : le doctorat de troisième cycle et le doctorat d'État. La loi Savary en 1984 remplace le doctorat de troisième cycle par le diplôme national de doctorat par son article 16, tandis que le doctorat d'État est remplacé par l'habilitation à diriger des recherches.
Jusqu'à la réforme LMD, le doctorat en droit nécessite un DEA, qui oriente vers la recherche en droit privé (section CNU 01), en droit public (section CNU 02) ou en histoire du droit (section CNU 03). En 2002, le recrutement en doctorat est conditionnée à l'obtention d'un DEA ou un master recherche, puis en 2006 à un diplôme national de master ou un diplôme accordant le grade de master « établissant son aptitude à la recherche ».
Le doctorat en droit dispense de l'examen d'entrée aux centres régionaux de formation professionnelle des avocats (CRFPA), le docteur devant cependant suivre les enseignements du centre, puis accomplir deux stages de six mois chacun avant de passer le certificat d'aptitude à la profession d'avocat. En 2023, cette possibilité est contrainte à partir de 2024 soit par l'enseignement de 60 heures de droit par an sur 2 années en 5 ans dans un établissement d'Enseignement supérieur, soit par 2 années d'expérience comme juriste assistant ou assistant de justice, soit par 2 années d'expérience comme juriste, d'au moins  700 heures par an.
Le grade de doctorat est indispensable aux candidats à la maîtrise de conférences et aux agrégations de droit privé, de droit public, de science politique et d'histoire du droit et des institutions.[réf. souhaitée]

### En Italie
En Italie, le grade de docteur en droit s'obtient après cinq années d'études, exclusivement en droit, à la fin desquelles l'étudiant doit produire une thèse et la soutenir devant une commission de professeurs universitaires en matières juridiques qui valide l'obtention du diplôme et du titre. Il existe aussi un doctorat de recherche en droit.

### En Suisse
Le grade de docteur en droit, en Suisse, est un grade universitaire qui s'obtient à la suite de généralement trois ou quatre ans de recherche avec la rédaction d'une thèse. Le doctorat en droit a généralement lieu après l'accomplissement du Master of law (master en droit) ou par la suite, au cours de la vie professionnelle. N’étant pas requis pour devenir avocat, seule une partie des étudiants choisit de s’y consacrer.